# بابو سیسی
بابو سیسِـی (انگلیسی: Babou Ceesay؛ زادهٔ ۱۹۷۹) بازیگر اهل انگلستان و گامبیا است. وی دانش‌آموختهٔ رشتهٔ میکروب‌شناسی در امپریال کالج لندن است و مدتی هم به‌عنوان حسابرس داخلی در شرکت دیلویت کار می‌کرد.
از فیلم‌ها یا برنامه‌های تلویزیونی که وی در آن نقش داشته‌است، می‌توان به روگ وان، گرمای کشنده و در بدلندز اشاره کرد.